# Sechium
Sechium je biljni rod u porodici tikvovki. Odlikuje se žutim racemoznim cvjetovima i plodom s jednom sjemenkom. Najpoznatija vrsta je čajot (S. edule). Postoji 5 priznatih vrsta iz Meksika i Srednje Amerike.

## Vrste
1. Sechium chinantlense Lira & F. Chiang
2. Sechium compositum (Donn. Sm.) C. Jeffrey
3. Sechium edule (Jacq.) Sw.
4. Sechium hintonii (Paul G. Wilson) C. Jeffrey
5. Sechium mexicanum Lira & M. Née